# Duration
In matematica finanziaria, la duration di un singolo titolo, o di un portafoglio di titoli, è una media dei tempi in cui si ricevono i flussi finanziari che caratterizzano un investimento, ponderata per il valore attuale di ciascun flusso rispetto al valore attuale dell’intera operazione.
Normalmente una duration maggiore si accompagna ad un rischio finanziario maggiore del titolo; ciò significa che ad un movimento dei tassi si accompagna un movimento del prezzo del titolo tanto più pronunciato quanto più alta è la duration del titolo stesso.

## Definizione formale
Se {\displaystyle v(t,S)} con {\displaystyle t\leq S} rappresenta la struttura per scadenza dei prezzi a pronti vigente al tempo {\displaystyle t} nel mercato, la duration in {\displaystyle t} del flusso finanziario {\displaystyle {\underline {x}}} (formato da {\displaystyle m} importi) è definita come:
{\displaystyle D(t,{\underline {x}})={\sum _{k=1}^{m}(t_{k}-t)\cdot x_{k}\cdot v(t,t_{k}) \over \sum _{k=1}^{m}x_{k}\cdot v(t,t_{k})}}
È possibile scrivere la formula in un altro modo:
{\displaystyle D(t,{\underline {x}})=\sum _{k=1}^{m}(t_{k}-t)\cdot P_{k}} , con {\displaystyle P_{k}={V(t,x_{k}) \over V(t,{\underline {x}})}}
Si ottiene la stessa identica quantità, ma espressa come media ponderata degli scarti temporali, dove i pesi coincidono ai valori attuali del flusso, ma normalizzati (cioè posti in relazione con la somma dei flussi complessivi).
Dunque, {\displaystyle D(t,{\underline {x}})} si misura in tempi e soddisfa la disuguaglianza {\displaystyle t_{1}-t\leq D(t,{\underline {x}})\leq t_{m}-t}. In pratica, la duration di Macaulay è una media dei tempi in cui si ricevono i flussi finanziari che caratterizzano un investimento ponderata per il valore attuale di ciascun flusso rispetto al valore attuale dell’intera operazione.
Se la struttura dei tassi d’interesse è costante ad un livello {\displaystyle i} , ovvero se vale {\displaystyle i(t,S)=i} con {\displaystyle t\leq S}, si ha la duration a struttura piatta (o flat yield curve duration), definita dalla formula:
{\displaystyle D(t,{\underline {x}})={\sum _{k=1}^{m}(t_{k}-t)\cdot x_{k}\cdot (1+i)^{-(t_{k}-t)} \over \sum _{k=1}^{m}x_{k}\cdot (1+i)^{-(t_{k}-t)}}}
Nel caso di importi periodici (cioè quando {\displaystyle t_{k}=t+k}), la formula diventa: 
{\displaystyle D(t,{\underline {x}})={\sum _{k=1}^{m}k\cdot x_{k}\cdot (1+i)^{-k} \over \sum _{k=1}^{m}x_{k}\cdot (1+i)^{-k}}}.

## Durationcome indice di sensibilità a variazioni dei tassi
La duration, detta anche Macaulay duration, è nella prassi utilizzata come misura di sensibilità del valore di un portafoglio titoli rispetto a variazioni dei tassi d'interesse. Tale uso della duration può essere giustificato come segue; si consideri la derivata parziale di {\displaystyle P(0)} rispetto al tasso d'interesse {\displaystyle r}:
{\displaystyle {\frac {\partial P}{\partial r}}=-\sum _{t}t{\frac {c_{t}}{(1+r)^{t+1}}}=-{\frac {P}{1+r}}D}
L'espressione {\displaystyle D^{*}={\frac {1}{1+r}}D} è spesso chiamata duration "modificata". Prendendo per buona un'approssimazione del primo ordine e passando dalle differenze infinitesimali a quelle discrete, si ha:
{\displaystyle \Delta P=-D^{*}P\Delta r}
Dunque la variazione nel valore del portafoglio {\displaystyle \Delta P} in risposta a una variazione {\displaystyle \Delta r} è (approssimativamente) proporzionale a {\textstyle -D^{*}P}. Questo risultato è alla base del teorema di immunizzazione di Fisher e Weil.

## Duration modificata
La duration modificata permette il calcolo della durata media finanziaria (duration), non in funzione di un solo tasso, ma di un'intera curva.
A differenza della duration "semplice", il risultato ottenuto non è un valore assoluto in anni, ma un valore che permette di conoscere quanto varia il prezzo del titolo (o portafoglio) in esame, al variare del suo rendimento interno.
Partendo dalla formula della duration:
{\displaystyle D={\frac {1}{P(0)}}\sum _{t=\tau }^{T}t{\frac {c_{t}}{(1+r)^{t}}}}
Otteniamo la duration modificata (DM):
{\displaystyle DM={\frac {D}{(1+r)}}}
dove r è il tasso interno di rendimento del titolo, ovvero il tasso di rendimento effettivo a scadenza (TRES).

## Casi particolari
- Si osserva che, se si considera un titolo a cedola nulla (zero coupon), sia la duration come pure la scadenza media aritmetica {\displaystyle {\overline {t}}} coincidono entrambe con la vita a scadenza del titolo: {\displaystyle D(t,{\underline {x}})={\overline {t}}=t_{1}-t}
- È dimostrato che la duration in {\displaystyle t} di una rendita immediata, costante, periodica, posticipata e temporanea è  {\displaystyle D(0,{\underline {r}})={1+i \over i}-{m \over (1+i)^{m}-1}}
- Il rendimento a scadenza (o yield to maturity) dei titoli a cedola variabile non è calcolabile in quanto non sono conosciuti i flussi di cassa generati nel futuro dalle cedole di questi titoli. La loro duration sarà invece molto bassa (vicina a 0) ed è calcolata sull'ipotesi che ogni indicizzazione corrisponda ad un reinvestimento di tutto il capitale al "nuovo tasso variabile" e quindi il rischio (duration) esiste di fatto solo per il tempo intercorso tra una indicizzazione e l'altra (solitamente tale intervallo è approssimativamente pari alla periodicità del pagamento delle cedole).